# エチオピアのフルメンティ
エチオピアのフルメンティ（ゲエズ語: ፍሬምናጦስ、ラテン文字表記: frēmnāṭōs、英語表記例: Phrumentios, Frumentius、383年頃永眠）は、キリスト教の聖人。東西教会のいずれにおいても、聖人の概念をもつ諸教派で崇敬されている。エチオピアへのキリスト教伝道で知られる。ギリシア語からフルメンティオス（Φρουμέντιος）、ラテン語からフルメンティウス（Frumentius）とも転写出来る。
フルメンティはシロフェニキア・ギリシャ人（Syro-Phoenician Greek）としてティルスに生まれたが、幼少の頃に奴隷としてアクスム皇帝に売られ、アビシニアに移り住んだ。宮廷の近くで成長するとともにアクスム皇帝の知己となり、皇帝の子の教師となった。のちに皇帝の許可を得て一時帰郷した際（326年）にアレクサンドリアに立ち寄り、聖大アタナシオスに会う。その際、アタナシオスから主教に叙聖されてアビシニアに戻った。以後、アクスム皇帝に洗礼を授けたのをはじめとして、多くのエチオピア人に伝道を行い、多くの聖堂を建てた。エチオピア人達からは「我らの父」「平和の父」と呼ばれた。エチオピアでは、新約聖書を現地の言葉に最初に翻訳したのはフルメンティであるとも伝えられている。
アリウス派とアタナシオス派の論争ではホモウシオス（アタナシオス派の主張）を支持した。

## 記念日
コプト正教会はフルメンティの記念日を12月18日としており、一方正教会は11月30日を、カトリック教会は10月27日を記念日としている。